# Irenäus Eibl-Eibesfeldt
Pour les articles homonymes, voir Eibl.
Irenäus Eibl-Eibesfeldt, né le 15 juin 1928 à Vienne en Autriche et mort le 2 juin 2018 à Starnberg (Bavière), est un éthologue autrichien.
Fondateur de l'éthologie humaine, il a été le premier à appliquer la méthode d'observation et de raisonnement de l'éthologie au comportement humain.

## Biographie

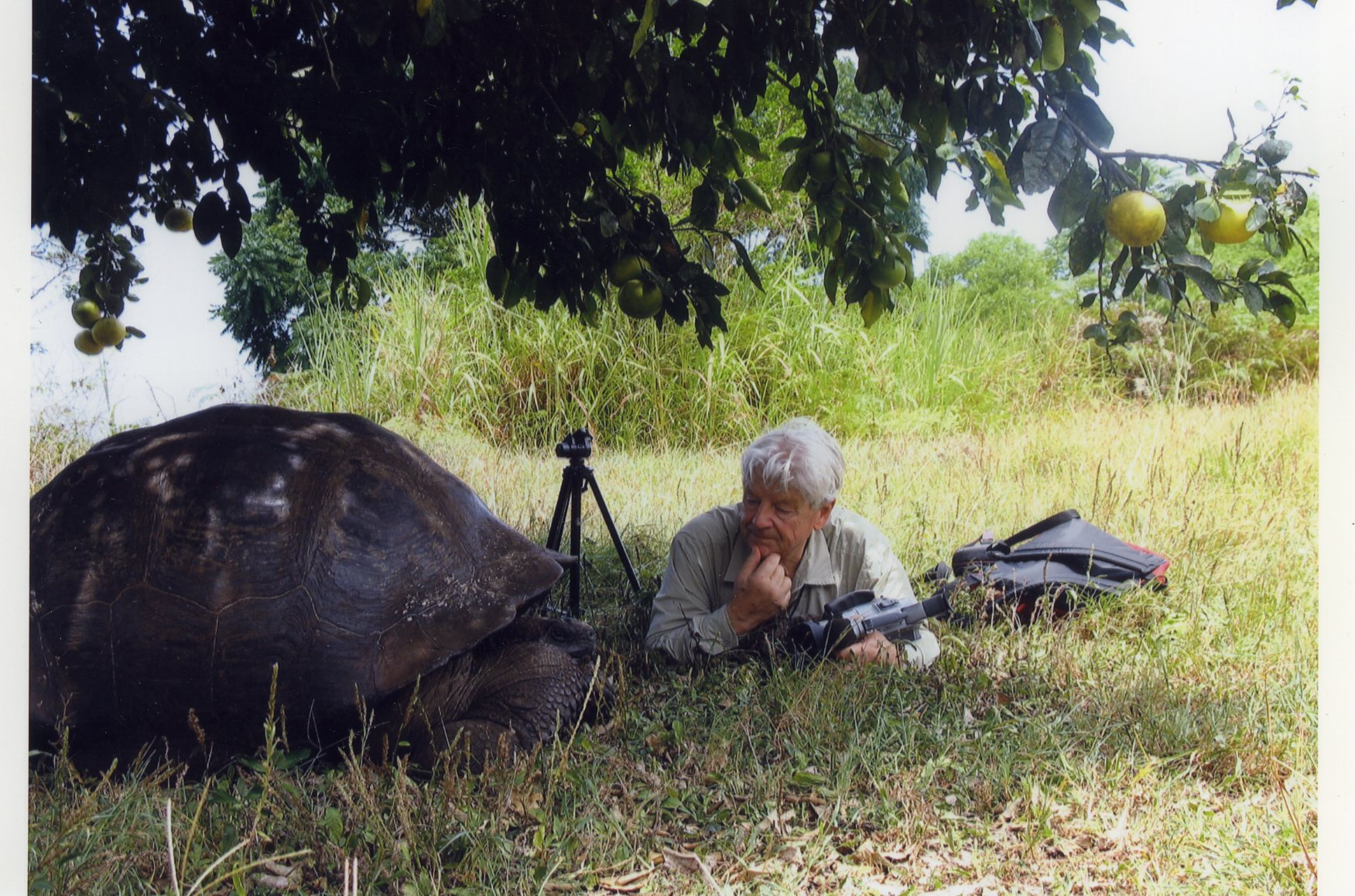
Irenäus Eibl-Eibesfeldt avec une tortue géante des Galapagos dans les îles Galapagos en 2006.

Irenäus Eibl-Eibesfeldt étudie la biologie et la zoologie dans sa ville natale. En 1949, il devient chercheur à l’Institut des études comportementales comparées d'Altenberg (Autriche) où il travaille sous la direction de Konrad Lorenz.
En 1970, il est nommé professeur de zoologie à l'université de Munich. Il travaille également de 1951 à 1969 au sein de l'Institut Max-Planck de physiologie comportementale  à Seewiesen (Bavière) qu'il a dirigé à partir de 1975. En 1992, il est nommé directeur honoraire de l'Institut Ludwig-Boltzmann (de) pour l'éthologie humaine à Vienne.

## Travaux
Au cours des vingt premières années de son travail d'éthologiste animalier, il a étudié de manière expérimentale et descriptive l'évolution du comportement des mammifères et comparé celui de la communication des vertébrés.
Après vingt ans de recherche sur l'éthologie animale et la biologie marine, Eibl-Eibesfeldt s'est tourné vers la recherche sur le comportement humain dans les années 1960. La question était de savoir dans quelle mesure des hypothèses sur la phylogénèse du comportement pouvaient également être transférées au comportement humain. Au cours de nombreux séjours de recherche en Afrique, en Amérique du Sud et en Asie de l'Est, il a examiné entre autres le mimétisme de diverses tribus et a montré des universels des similitudes tellement universelles et innées, telles que manifester colère, chagrin, étonnement, gêne, joie et même salutations (voire, le salut des yeux). Ses études sur des personnes nées sourdes et aveugles et son programme de recherche interculturel sur le comportement humain ont grandement contribué à l'établissement de l'éthologie humaine en tant que biologie comportementale et sous-discipline de l'éthologie. En 1984, il publie le premier manuel d'éthologie humaine (La biologie du comportement humain, 5ème édition allemande en 2004), publié en 1989 en traduction anglaise.

## Ouvrages
- Contre l'agression. Contribution à l'histoire naturelle des comportements élémentaires (Liebe und Hass: zur Naturgeschichte elementarer Verhaltensweisen, 1970), traduction Paris, Stock, 1972, 326 pages
- Éthologie. Biologie du comportement (Grundiss der vergleichenden Verhaltensforschung, 1967), traduction d'O. Schmitt, Paris, NEB (Naturalia et Biologica), 1977, 576 pages
- L'homme programmé. L'inné, facteur déterminant du comportement humain (Der Vorprogrammierte Mensch, 1973), traduction Paris, Flammarion, 1976, 256 pages
- Par delà nos différences. Étude de 5 tribus dites primitives (Menschenforschung auf neuen Wegen, 1976), traduction de Trudi Sturb, Paris, Flammarion, 1979, 256 pages